# Necip Hablemitoğlu
Necip Hablemitoğlu (28. November 1954 in Ankara – 18. Dezember 2002 ebenda) war ein türkischer Schriftsteller und Historiker. Er fiel 2002 einem Attentat vor seiner Haustüre zum Opfer. Die Hintermänner der Tat blieben bisher unbekannt. Jedoch sagte Osman Yildirim, einer der Tatverdächtigen im Ergenekon-Prozess, aus, dass Osman Gürbüz das Attentat begangen habe. Nach seinen Aussagen wurde Osman Gürbüz von Veli Küçük und Muzaffer Tekin zur Tat angestiftet. Zudem sagte der ehemalige Leiter der Antiterror-Abteilung des Millî İstihbarat Teşkilâtı (MİT), Mehmet Eymür: „Nachdem Hablemitoğlu Informationen über militärische Ausschreibungen (an yolsuzluk.com) durchsickern gelassen hatte, könnte es sein, dass er zum Ziel der Ergenekon wurde.“

## Leben
Hablemitoğlu schloss sein Studium an der School of Press and Journalism an der Fakultät der Politikwissenschaften der Universität Ankara im Jahr 1977 ab. In den Jahren 1977 und 1978 veröffentlichte er die monatlich erscheinende Zeitschrift „Dilde, Fikirde, İşde Birlik“. Nachdem er als Presseberater für einige Organisationen tätig gewesen war, machte er seinen Master und verfasste seine Dissertation über „Die Geschichte türkischer Reformen“ an der Universität Ankara. Er hinterließ seine Ehefrau, Şengül Hablemitoglu, sowie zwei Töchter.

## Karriere
Hablemitoğlu war Dozent an der Universität Ankara im Fach Ideologie Atatürks.

### Forschung über Krimtataren
Erste Bekanntheit erlangte er durch die Veröffentlichung einer Artikelserie mit dem Titel „Yuzbinlerin Sürgünü“ (Die Deportation von Hunderttausenden) in den 1970er Jahren in der Tageszeitung Akşam. Später wurden diese Artikel als Sammelwerk in einem Buch mit demselben Titel veröffentlicht. Diese Artikel behandelten die gewaltsame Deportation der Krimtataren durch die Sowjetunion  während des Zweiten Weltkriegs. Kritisiert wurde dabei insbesondere das Stillschweigen der Weltöffentlichkeit einschließlich der türkischsprachigen Welt. In den 1970er Jahren gab Hablemitoğlu die Zeitschrift Birlik heraus, in der er weitere Veröffentlichungen bezüglich der Krimtataren sowie weitere Themen über Turkvölker abdrucken ließ.
Çarlık Rusyası'nda Türk Kongreleri (1905–1917) [Türkische Kongresse im Zaristischen Russland (1915–1917)] war ein weiterer seiner wissenschaftlichen Beiträge zur Geschichte der Turkvölker Russlands. Zusammen mit seiner Frau Şengül Hablemitoğlu ist er Co-Autor eines Buches über die Krimtataren, Şefika Gaspirali ve Rusya'da Turk Kadin Hareketleri (1893–1920) [Şefika Gaspirali und die türkische Frauenbewegung in Russland (1893–1920)]. Necip Hablemitoğlu schrieb auch zahlreiche Artikel über die Krim und die Krimtataren, die meist in der zweimonatlich erscheinenden Zeitschrift Krimtataren Kırım, die in Ankara, Türkei, herausgegeben wird, veröffentlicht wurden.

### Gülen-Bewegung
Das nach seinem Tod veröffentlichte Buch Köstebek (zu Deutsch: Spion) war ein Exposé über die Gülen-Bewegung. In seinem Buch thematisierte er die illegale Infiltrierung der türkischen Polizei durch Gülenisten. In der Polittalkshow „32. gün“ mit dem Moderator und Journalisten Mehmet Ali Birand durchleuchtete er die Gülen-Bewegung vor einem breiten Publikum. Dabei wurden die Struktur und Interna der Organisation sowie die Verbindung zu fremden Nachrichtendiensten, insbesondere der CIA, aufgezeigt. Nach der Sendung erhielt er vermehrt anonyme Morddrohungen.

## Mordanschlag
Der Mordfall blieb bisher ungelöst. Einer Hypothese zufolge, die im Ergenekon-Prozess erwähnt wurde, wurde er in einer Operation von Gendarmerie-Brigadegeneral Veli Küçük ermordet, die gegen Islamisten gerichtet war. Nach einer anderen Theorie wurde Hablemitoğlu in Zusammenarbeit zwischen Ergenekon und deutschen NGOs getötet, wobei die deutsche Spezialeinheit GSG 9 verantwortlich gewesen sein soll.  Diejenigen, die diese Theorie verteidigen, weisen darauf hin, dass der flüchtige Angeklagte Bedrettin Dalan im Ergenekon-Prozess Hilfe in Form eines gefälschten Passes und Geld vom BND erhalten hat. In den letzten Jahren vor seinem Tod konzentrierte er seine Recherchen auf die Gülen-Organisation und versuchte diese zu enttarnen. In seinem Buch mit dem Titel Köstebek (Maulwurf oder Spion) schrieb er, dass die Bewegung eine terroristische Organisation sei, die eine alternative Struktur zur bestehenden Regierung schaffe (eine Art Parallelstaat). Er wurde fünf Tage vor Veröffentlichung des Buches ermordet. Im letzten Teil der Einleitung seines Buches schrieb er: „Ich fordere alle Nationalisten auf, gemeinsam gegen die Gefahr der Fethullahisten vorzugehen, bevor es zu spät ist. Ich fordere Sie auf, eine öffentliche Meinung für die Säuberung der Einheiten der Fethullahisten von den Geheimdiensten zu formen …“ Hablemitoğlu scheint gewusst zu haben, dass er ins Visier genommen wurde, denn seine Töchter fragten ihn, was er im Falle eines Angriffs tun wolle. Das Letzte, was er am Tag seiner Ermordung tat, war einkaufen zu gehen. Laut Aufzeichnungen der Überwachungskameras und dem Kassenbon des Geschäfts verließ er den Ort um 20:05 Uhr Ortszeit. Nachdem er einige Minuten später nach Hause zurückgekehrt war, wurde er ermordet. Sein Leichnam wurde am 21. Dezember 2002 auf dem Karşıyaka-Friedhof in Ankara beigesetzt.

## Bibliographie
- Alman Vakıfları ve Bergama Dosyası (German Trusts and the Bergama Files) (2001).
- Köstebek
- Gaspirali Ismail Bey: Dilde Birlik ve Turkluk Suuru [Gaspirali Ismail Bey: Unity in Language and the Turkish Conscience]. Kırım Vols. 9–10, Nos. 36–40: 17–23, 2002.
- Kırım'da 1917 Ihtilali Donemine Ait Ilk Defa Yayinlanan Siyasal Bir Belge. Kırım Cumhuriyeti'ne Giden Yolda Ilk 'Hitapname': Sosyalizm-Turkculuk [A First-time Published Document on the 1917 Revolutionary Period in Crimea. A first Oratory Related to the Crimean Republic: Socialism and Turkism]. Kırım Vol. 8, No. 30: 3–6, 2000.
- Ilk Defa Yayinlanan Bir Belge. Kırım Tekalif-i Milliyesi: 'Millet Sandigi'na Bir Ruble! [A First- time Published Document. A Crimean National Proposal (Tekalif-i Milliye): 'A Buck (Ruble) for the National Treasury!]. Kırım Vol. 7, No. 28: 3–5, 1999.
- Kırım'da Aclik Yillari (I), 1921–1922 [Famine Years in Crimea (I)]. Kırım Vol. 7, No. 26: 12–23, 1999.
- Kırım'da Aclik Yillari (II), 1921–22 [Famine Years in Crimea (II)]. Kırım Vol. 7, No. 27: 3–7, 1999.
- Kırımli Aydinlarin Sorunlari Uzerine Ozelestiri: Kırım'da Aydin Kırımi [A Self – Critique of Issues Related to Crimean Tatar Intellectuals: Liquidation of Intellectuals in Crimea]. Kırım Vol. 6, No. 23: 3–13, 1998.
- Kırım Turk Tarihine Isik Tutacak Onemli Bir Belge: Tatar Partisi Programi [An Important Document that Would Shed Light on Crimean (Tatar) History: Program of the Tatar Party]. Kırım Vol. 5, No. 20: 3–6, 1997.
- Ilk Defa Yayinlanan Belgeler Isiginda: Gaspirali Ismail Bey ve Carlik Rusyasi Hukumetleri [In the Light of a First-time Published Document: Ismail Gaspirali Bey and Tsarist Governments]. Kırım Vol. 5, No. 19: 3–27, 1997.
- Sefika Gaspirali'nin Hatiralarindan: Tercuman'nin Dogus ve Kapanis Evreleri (1883–1918) [From the Memoirs of Sefika Gaspirali: The Eras of Birth and Closure of Tercuman (1883–1918)] Kırım Vol. 5, No. 17: 7–10, 1996.
- Rusya Turkleri'nin Milli Surasi [The National Council of Russian Turks]. Kırım Vol. 4, No. 16: 8–10, 1996.